# Frei (ex comune)
Frei è un ex comune norvegese della contea di Møre og Romsdal. Il 1º gennaio 2008 è stato unito al comune di Kristiansund.

## Storia
Nel 955 si svolse la battaglia di Rastarkalv.